# Юнгхольц, Карл Хансович

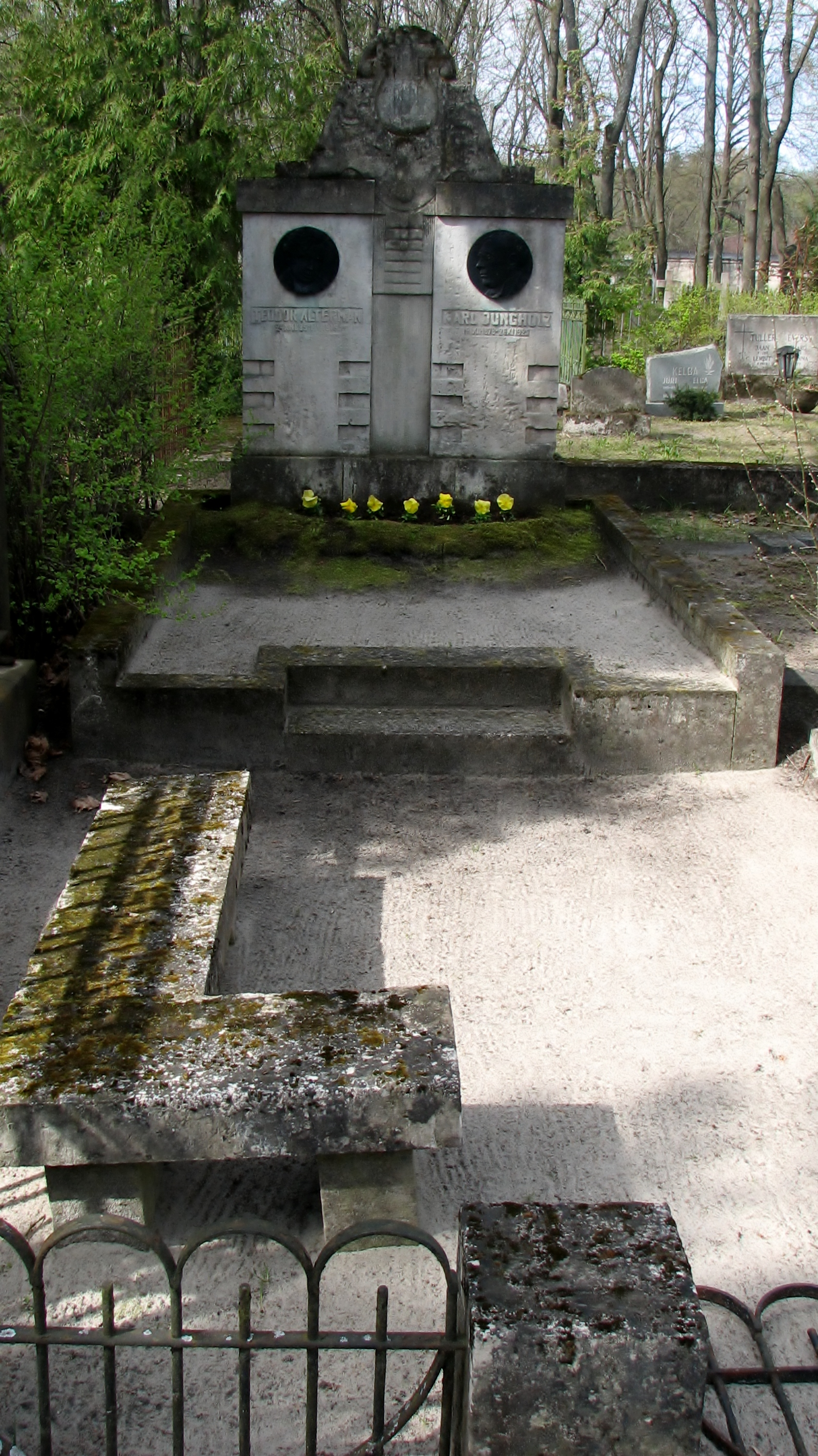
Могилы Теодора Альтермана (слева) и Карла Юнгхольца (справа)

Карл Хансович Юнгхольц (эст. Karl Jungholz; 21 декабря 1878, Киви-Ярве, Эстляндская губерния, Российская империя — 26 ноября 1925, Таллин) — русский эстонский режиссёр, актёр, театральный педагог, театральный деятель. Один из основателей профессионального театра в Эстонии.

## Биография
Сценическую деятельность начал в начале XX века. В 1901—1905 годах был руководителем театрального кружка «Таара» в Ю́рьеве. В 1907—1908 годах работал в театре «Ванемуйне», в 1909—1914 и с 1915 года — в театре «Эстония».
Способствовал утверждению реализма в эстонском сценическом искусстве, созданию ансамбля исполнителей спектакля, постановке пьес общественно-значительного и социально-критического репертуара (Г. Ибсен, Э. Вильде и др.).
Сильное влияние на него имело творчество О. Брама и М. Рейнхардта.
Режиссёрская работа К. Юнгхольца отличалась тщательностью психологического анализа, стремлением к детализации. Он передавал бытовые подробности (особенно в ранних постановках), добивался создания на сцене точной атмосферы действия.

## Лучшие постановки
- «Отелло» (1910) Шекспира,
- «Король Лир» (1911) Шекспира,
- «Гамлет» (1913) Шекспира,
- «На хуторе Пюве» (1911, 1925) Кицберга,
- «Оборотень» (1915) Кицберга,
- «Эгмонт» Гёте (1912),
- «Вильгельм Телль» Фридриха Шиллера (1921)
- «Неуловимое чудо» Э. Вильде (1925) и др.

Похоронен на Александро-Невском кладбище в Таллине в одной могиле с Теодором Альтерманом (1885—1915).